# Брестский государственный технический университет
Брестский государственный технический университет — высшее учебное заведение в Бресте.

## История
1 апреля 1966 года (официальная дата основания) — Брестский инженерно-строительный институт (БИСИ).
- В 1967 году — строительный и архитектурный факультеты.
- В 1969 году — сельскохозяйственный и вечерний факультеты.
- В 1971 году — гидромелиоративный факультет.
- В 1988 году — открытие специальностей электронного профиля.
- В 1989 году — БИСИ переименовывается в Брестский политехнический институт.
- 1 февраля 1995 года — экономический факультет.
- В 2000 году — Брестский политехнический институт реорганизован в Брестский государственный технический университет.
- В 2005 году — факультет электронно-информационных систем (ФЭИС).
- В 2020 году открылась военная кафедра на дневной форме[2].

### 2020–2021 годы
Ректор Александр Драган, который поддержал студентов университета во время акций протеста в Белоруссии, был освобожден от занимаемой должности 20 октября 2020 года. Новым ректором назначен доктор технических наук, доцент Александр Баханович. 28 октября 2020 года 9 студентов инженерно-строительного факультета и факультета электронных информационных систем были исключены за так называемое «нарушение общественного порядка»; докладную записку на отчисление студентов подписала проректор университета Наталья Яловая. Одна жалоба на незаконное отчисление дошла до суда.
29 октября уволилась юрисконсульт БрГТУ Ольга Авдейчук, так как не хотела подписывать приказ об отчислении, к которому у специалиста возникли справедливые вопросы. Татьяна Кривущенко, руководитель юридического отдела, подала в отставку в знак протеста против незаконного приказа, как и некоторые другие преподаватели университета.
Действия руководства университета были осуждены на международном уровне. 21 июня 2021 года ректор Александр Баханович, назначенный на должность Александром Лукашенко, был включён в «Чёрный список ЕС». Согласно решению ЕС, Баханович «несёт ответственность за решение администрации университета исключить студентов за участие в мирных акциях протеста», постановления о чём были приняты после призыва Лукашенко 27 октября 2020 года исключать студентов университетов, которые участвуют в акциях протеста и страйках, – репрессии против гражданского общества и поддержку режима Лукашенко.